# Galatasaray SK (idrottsförening)
Galatasaray SK är en idrottsförening från Istanbul, Turkiet, grundad 1905. Föreningen är mest känd för sitt herrfotbollslag (som också var dess ursprungliga verksamhet). Klubben är dock verksam inom en mängd andra idrotter: 
- Basketboll: Galatasaray SK (basketboll, damer), Galatasaray SK (basketboll, herrar)
  - Rullstolsbasket: Galatasaray SK (rullstolsbasket)
- Bridge: Galatasaray SK (bridge)
- E-sport: Galatasaray SK (e-sport)
- Fotboll, damer: Galatasaray SK (damfotboll)
- Friidrott: Galatasaray SK (friidrott)
- Gymnastik: Galatasaray SK (gymnastik)
- Hästsport: Galatasaray SK (hästsport)
- Judo: Galatasaray SK (judo)
- Rodd: Galatasaray SK (rodd)
- Schack: Galatasaray SK (schack)
- Segling: Galatasaray SK (segling)
- Simning: Galatasaray SK (simning)
- Volleyboll: Galatasaray SK (volleyboll, damer), Galatasaray SK (volleyboll, herrar)
- Vattenpolo: Galatasaray SK (vattenpolo, damer), Galatasaray SK (vattenpolo, herrar)